# Río Duwamish
El río Duwamish es el nombre de una porción del río Green de 19 km. Situado en el estado de Washington, su estuario industrializado se llama Duwamish Waterway.

## Historia

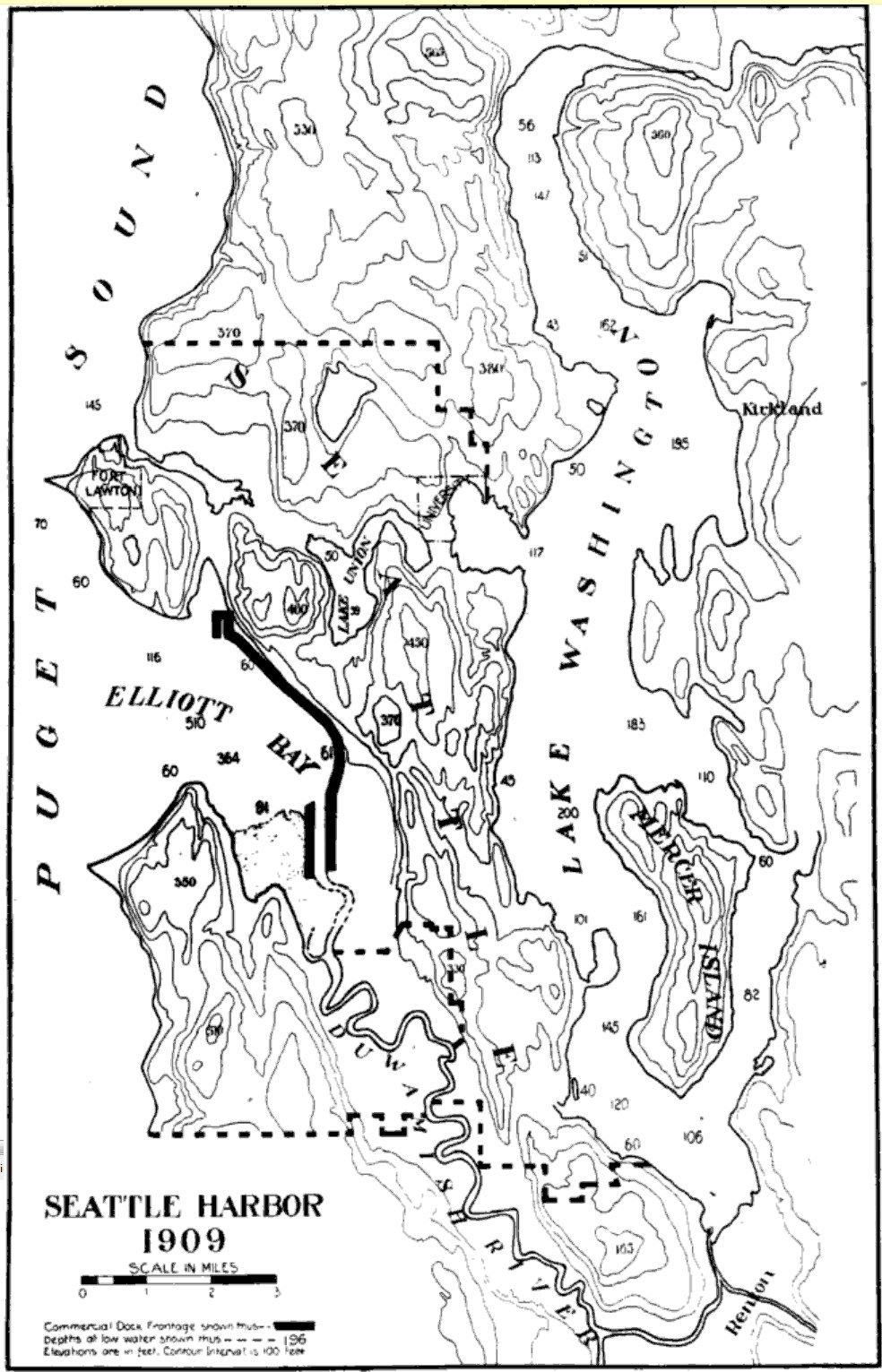
Mapa de 1909

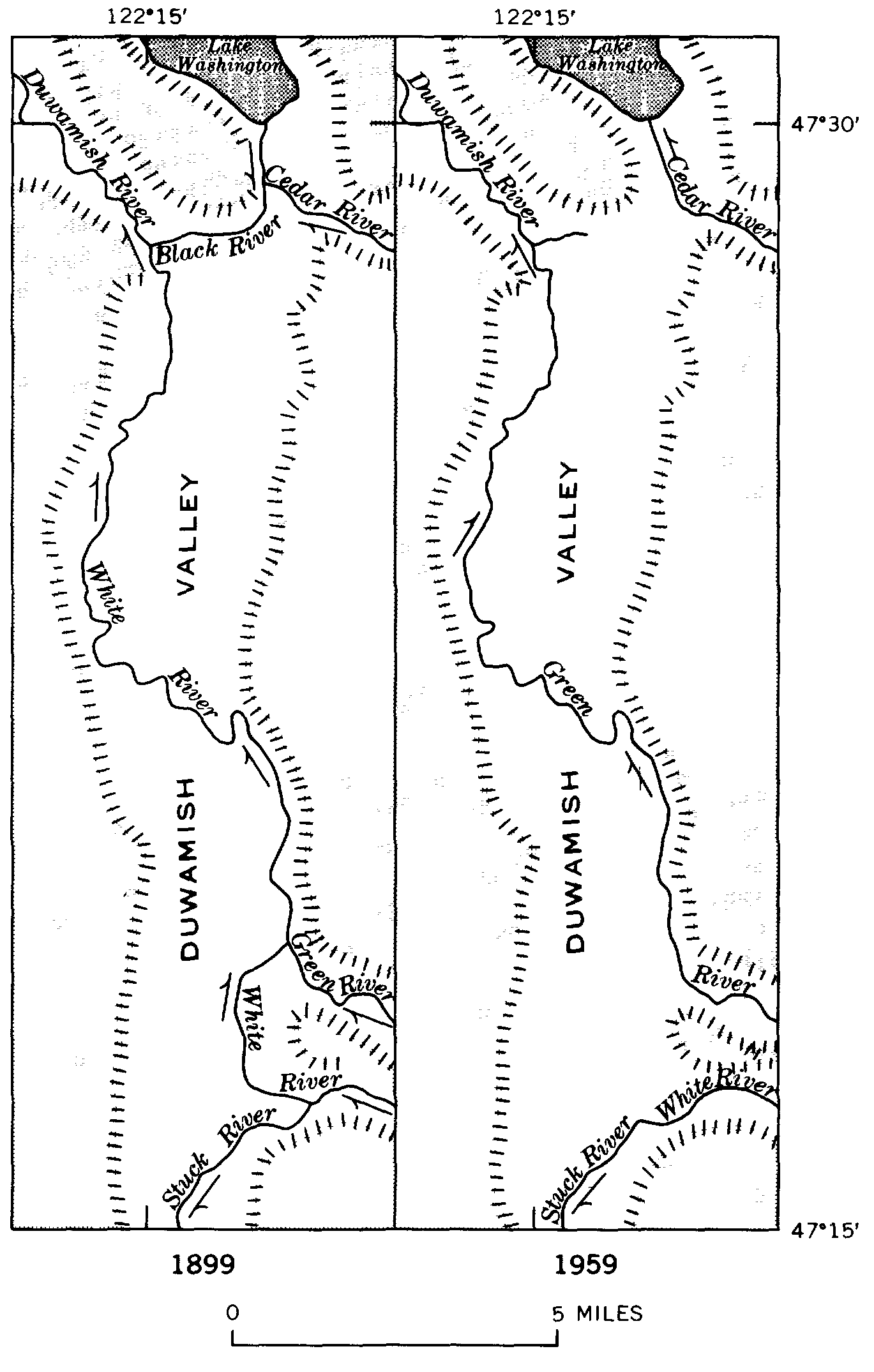
Río del valle Duwamish, 1899-1959.

Hasta 1906, los ríos White y Green se combinaban en Auburn, y con el Black en Tukwila para formar el Duwamish. En 1906, se cambió el curso del White hacia el Puyallup, y la parte aún con agua del histórico río White forma hoy parte del Green. Más tarde, en 1911, el río Cedar se llevó al Lago  Washington en vez de al río Black donde antes se vaciaba. Luego con la apertura de un canal navegable en 1916 el lago bajó su nivel y el río Black se secó. Desde ese momento el cambio de ríos de Green a Duwamish no es la confluencia de los ríos Green y Black, aunque no ha cambiado su localización.
El nombre nativo lushootseed del Duwamish (y el  Cedar) era Dxwdəw. Los lushootseed llamban a los duwamish Dxw'Dəw?Abš or Dkhw'Duw'Absh. Ambos nombres pasaron al inglés como Duwamish.

## Uso moderno

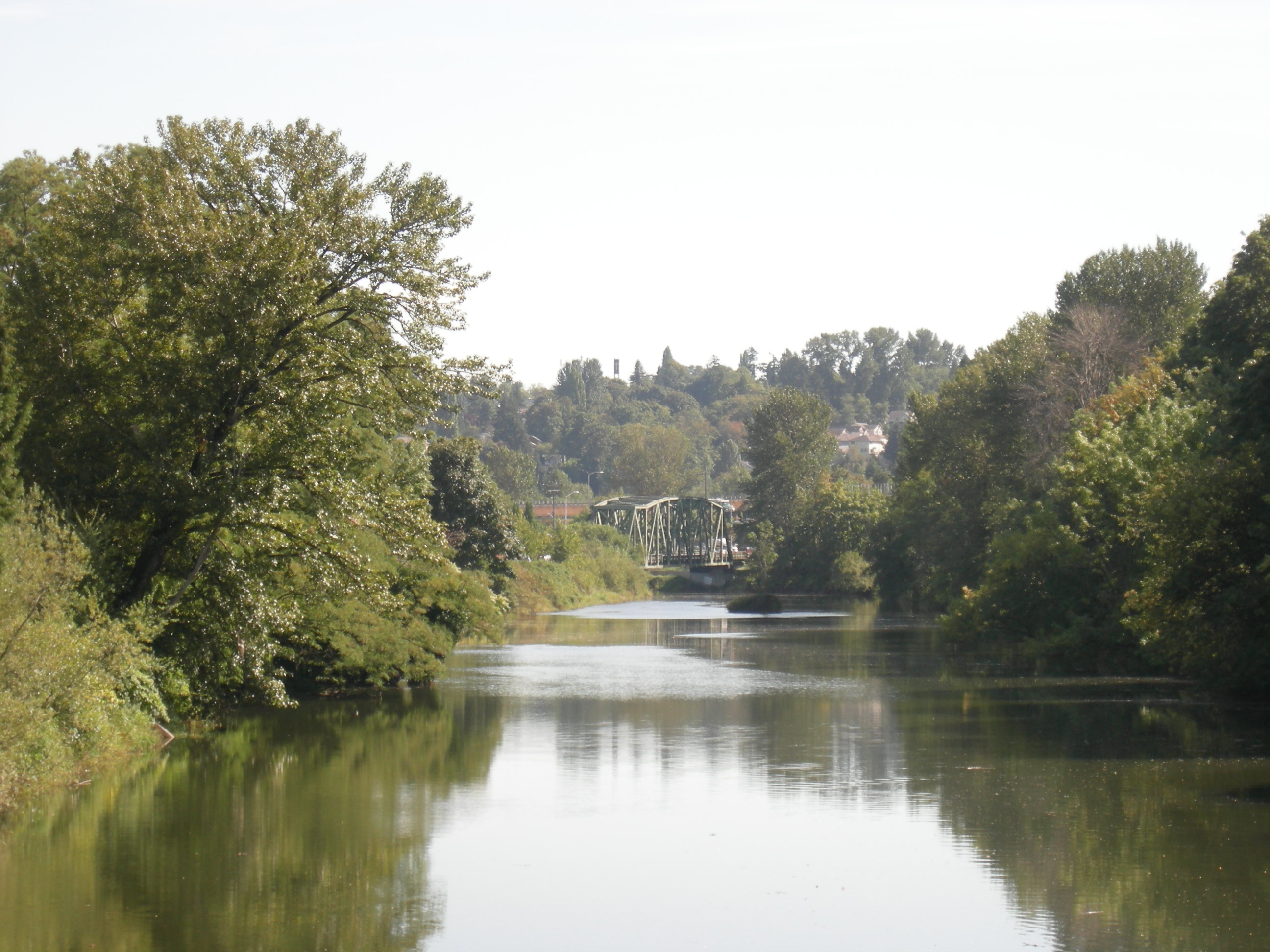
El río Green en Tukwila, un poco antes de donde se convierte en el río Duwamish.

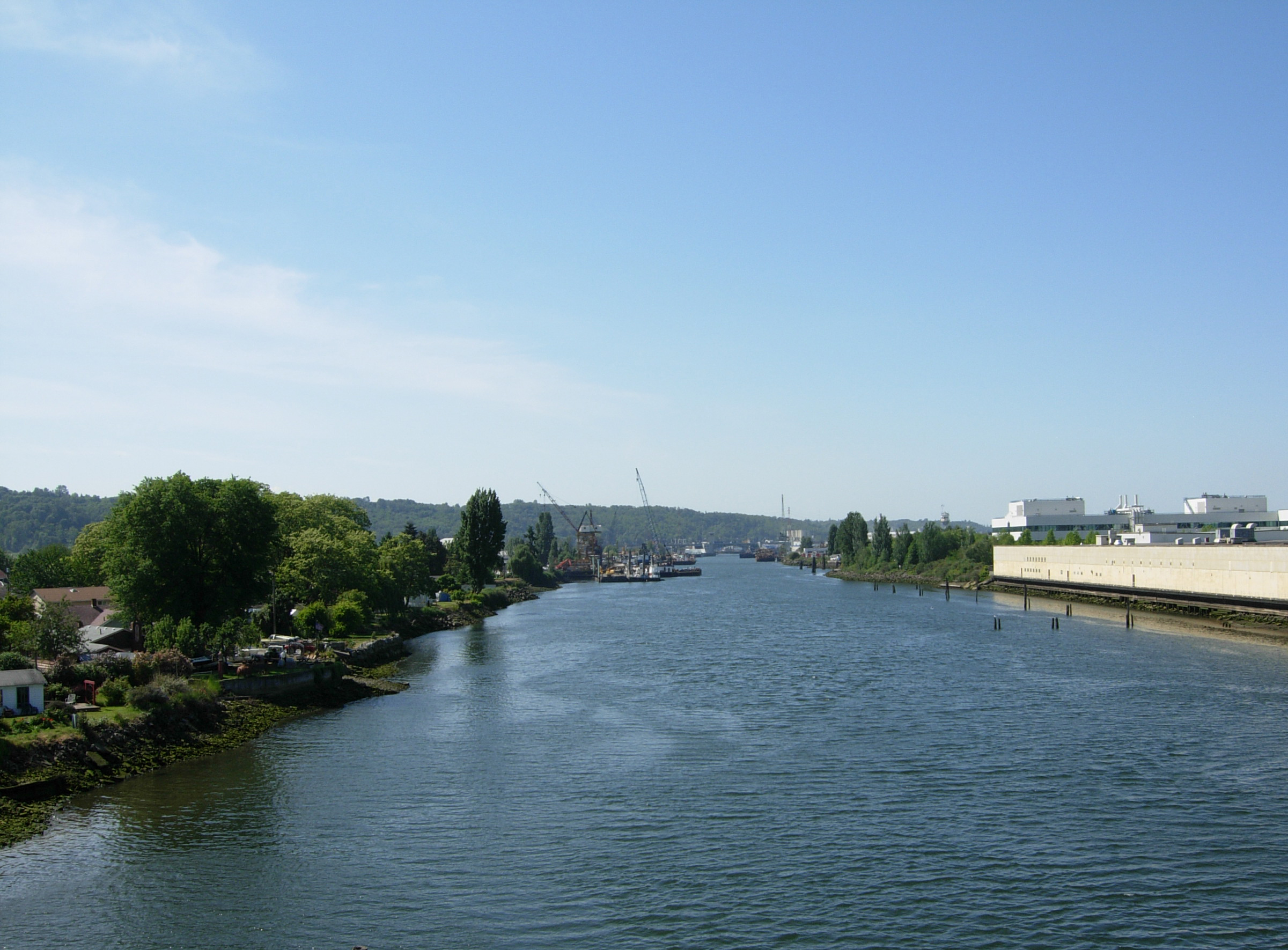
El Duwamish en South Park, Seattle.

El río da a la bahía de Elliott en Seattle, dividiéndose por la isla artificial Harbor Island es dos canales, uno oriental y otro occidental.
La polución industrial del siglo XX hizo que se declarara zona protegida por la Agencia de Protección Ambiental. Los agentes contaminantes hallados incluían bifenilos policlorados, hidrocarburo aromático policíclico, azogue y ftalatos. La limpieza del río fue controvertida, un plan de acción rápida proponía vaciar sedimentos y residuos en una bahía de Tacoma 42 kilómetros al suroeste. La oposición tanto en Tacoma como sen Seattle hizo llevar los residuos al condado de Klickitat. Además luego de hacerse público el plan de limpieza ha habido revisiones. 
Además existe contaminación fecal y por hidrocarburos, que por mucho que se eliminara no mejoraría mucho la calidad del agua.

## Vida salvaje

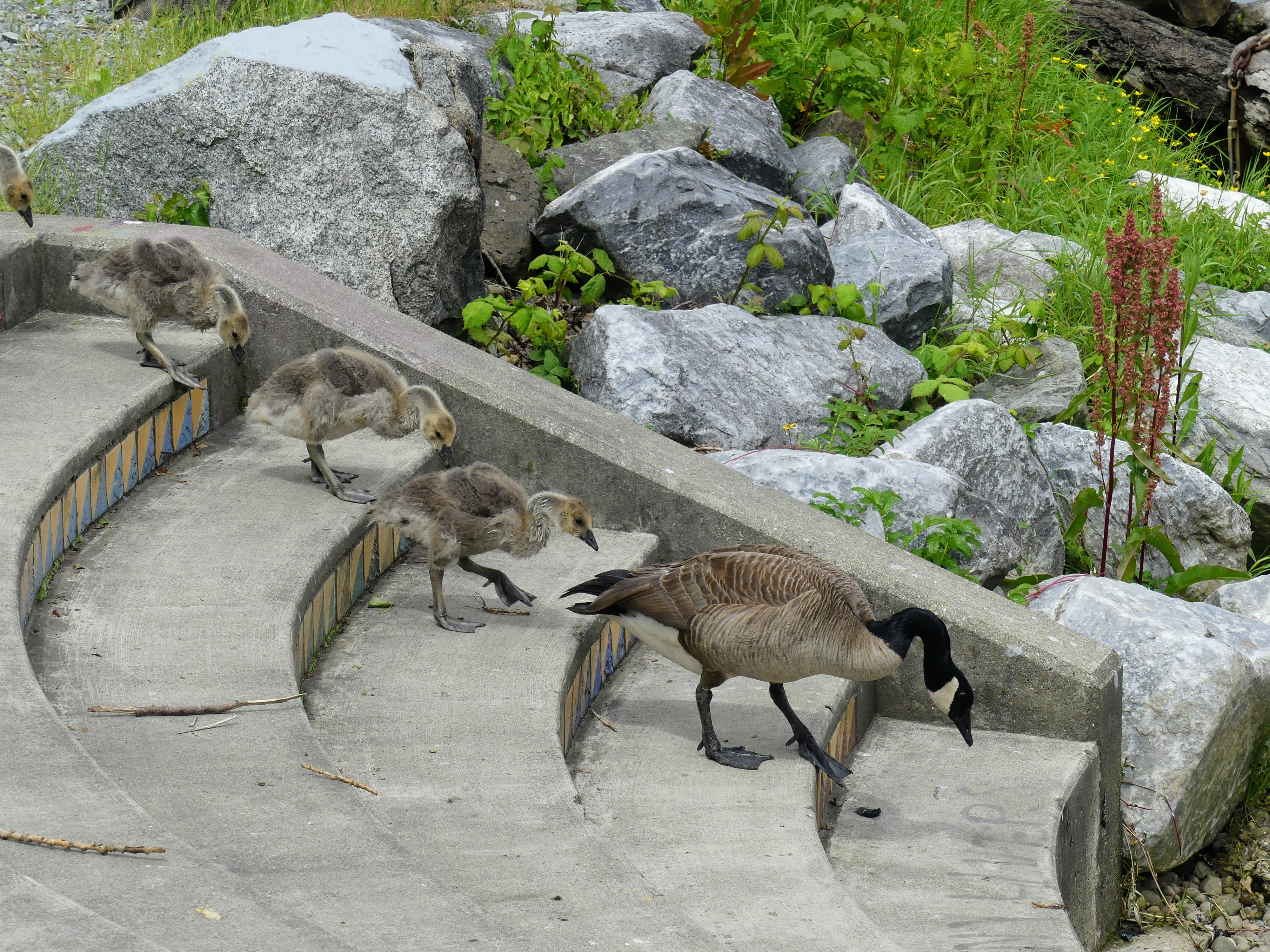
Una madre ganso conduce a sus crías por unas escaleras de hormigón hacia el río Duwamish durante la marea baja.

A pesar de los problemas contaminantes, el río es un hábitat importante para salmones y truchas de distintas especies, cuyo consumo no es recomendable por los agentes contaminantes.